# Isabelle Redfern
Isabelle Rebecca Redfern (* 19. August 1976 in München) ist eine deutsche Schauspielerin, Regisseurin, Synchronsprecherin und Sängerin.

## Leben

### Studium und Ausbildung
Redfern studierte zuerst an der Ludwig-Maximilians-Universität München Ethnologie, Kunstgeschichte und Germanistik und hospitierte am Residenztheater München bei George Tabori und Leander Haußmann. An der Hochschule für Musik und Theater Hannover studierte sie Schauspiel und schloss ihr Studium mit dem Diplom ab. Parallel hierzu erhielt sie Gesangsunterricht bei Carol Richardson-Smith, Charlotte Lehmann sowie später bei Miriam Gordon-Stewart. An der Universität der Künste Berlin studierte sie zudem Musik.

### Arbeit als Schauspielerin, Sängerin und Regisseurin
Es folgten Engagements an verschiedenen Theatern, wie dem Niedersächsischen Staatstheater Hannover, dem Staatstheater Braunschweig, dem Thalia Theater in Hamburg und dem Schlosspark Theater in Berlin.
In der Spielzeit 2016/17 spielte sie in dem Stück Geächtet von Ayad Akhtar die Rolle der Jory in der deutschen Erstaufführung am Deutschen Schauspielhaus unter der Regie von Klaus Schumacher (bestes ausländisches Stück des Jahres Theater heute 2016), in der österreichischen Erstaufführung am Burgtheater unter der Regie von Tina Lanik (Nestroypreis 2017) sowie in der Übernahme am Residenztheater München unter Antoine Uitdehaag. Sie spielte Theres in der Schwarzkopie/Mittelreich-Inszenierung des gleichnamigen Romans von Josef Bierbichler. Die Inszenierung von Anta Helena Recke war 2018 zum Theatertreffen eingeladen und gewann den ITI-Preis 2019.
Als Mitglied im Opernchor der Bayreuther Festspiele sang sie 2010 und 2011 in den Wagneropern Lohengrin, Parsifal, Meistersinger und Tannhäuser. Mit der Company MamaNoSing verwirklichte sie eigene Musiktheaterprojekte. Mit dem Musikpodium Stuttgart und dem SWR entstand 2019 die erste Aufnahme des Melodrams Electra von Christian Cannabich, Leitung: Frieder Bernius.
Im Kino war sie 2014 in der Romanverfilmung Schoßgebete von Sönke Wortmann zu sehen. In dem 2016 im Ersten gezeigten Spielfilm Papa und die Braut aus Kuba spielte sie die weibliche Titelrolle neben Walter Kreye.
Von 2019 bis 2022 war Redfern Ensemblemitglied der Schaubühne am Lehniner Platz. Seit 2023 arbeitet sie als freie Schauspielerin und Regisseurin. 2024 spielt sie an der Schaubühne am Lehniner Platz Berlin „Orlando“, Regie: Katie Mitchell, „Rückkehr nach Reims“, Regie: Thomas Ostermeier, „Ödipus“, Regie Thomas Ostermeier, dem Burgtheater Wien „die Ärztin“ von Robert Icke, am Deutschen Theater Berlin „Der Auftrag/Psache 17“, Regie: Jan-Christoph Gockel und an der Volksbühne am Rosa-Luxemburg-Platz „Sistas!“.

## Inszenierungen von Isabelle Redfern
- „Morgen früh, wenn Gott will, Britten, Opus 41“, mit MamaNoSing, Hebbel am Ufer Berlin.
- „Brehms Frauenleben, Schumann Opus 42“, mit MamaNoSing, Sophiensäle Berlin
- „Non, je ne comprends rien – ein Abend ohne Edith Piaf“ am DT Göttingen
- „Drei Kameradinnen“ von Shida Bazyar, Staatstheater Darmstadt (2022)
- „Sistas!“ von Golda Barton, (mit Katharina Stoll), Volksbühne Berlin (2022)
- „Mama Mega“, (mit MamaNoSing), Volksbühne Berlin (2024)
- „Datscha“ von Golda Barton, (mit MamaNoSing), Sophiensäle Berlin (2024)
- „Cypressenburg“ von Golda Barton, Burgtheater Wien (2024)

## Eingespielte Hörbücher und Tonträger
- „Electra“ von Christian Cannabich, SWR, Leitung: Frieder Bernius, Musikpodium Stuttgart (2019)
- „The Upper World“ von Femi Fadugba (2021)
- „Die Kunst des Verschwindens“ von Melanie Raabe (2022)
- „Der Duft der Blumen bei Nacht“ von Leïla Slimani (2022)

## Auszeichnungen (Auswahl)
- 2018 Theatertreffen „Mittelreich/Schwarzkopie“, Regie: Anta Helena Recke
- 2019 ITI-Ensemblepreis für „Mittelreich/Schwarzkopie“.
- 2019 Einladung Radikal Jung Festival „Mittelreich/Schwarzkopie“.
- Für „Sistas!“ (Regie: Isabelle Redfern & Katharina Stoll): Publikumspreis Radikal Jung Festival, Einladung Mülheimer Theatertage, Nominierung Friedrich-Luft-Preis der Berliner Morgenpost und Longlist Theatertreffen (alle 2023).
- Für „Drei Kameradinnen“: Einladung Heidelberger Stückemarkt und Deutsche Akademie der Darstellenden Künste (beide 2023)